# Pellegrinaggio di Grazia

Bandiera dei rivoltosi recante la Sante Piaghe di Gesù Cristo.

Pellegrinaggio di Grazia (in inglese Pilgrimage of Grace) è il nome di una rivolta scoppiata tra il 1536 e 1537 nell'Inghilterra settentrionale contro re Enrico VIII, dopo che questi si era staccato dalla Chiesa di Roma, poiché il papa si era rifiutato di annullare le sue nozze con Caterina d'Aragona.
Siccome Enrico era in una situazione di inferiorità militare rispetto ai rivoltosi sostenuti dalla nobiltà locale, dovette inizialmente ricorrere alle trattative. Egli offrì dunque un perdono generale e fece generose concessioni. Fra l'altro lasciò intendere che - condannata nel frattempo a morte la seconda moglie Anna Bolena - avrebbe incoronato la terza moglie Jane Seymour a York quale regina cattolica.
Una volta sedatisi i tumulti, Enrico non mantenne tuttavia affatto la parola, fece anzi arrestare e impiccare i capi dei rivoltosi.

## La Rivolta del Lincolnshire
Il Pellegrinaggio di Grazia nacque a seguito della breve rivolta chiamata Rivolta del Lincolnshire nata in seno alla comunità fedele alla Chiesa cattolica contro la nascente Chiesa anglicana voluta da Enrico VIII d'Inghilterra e contro la Dissoluzione dei monasteri in Inghilterra messa in piedi da Thomas Cromwell e contro l'autonomia da Roma che il re rivendicava proclamandosi capo della chiesa di e in Inghilterra concernenti le materie religiose.
Il Pellegrinaggio cominciò alla St. James Church presso Louth dopo la preghiera serale del 1º ottobre 1536 poco tempo dopo lo smantellamento dell'abbazia locale. I rivoltosi trovarono presto appoggio nelle vicine Horncastle, Market Rasen, Caistor e altre città nei pressi. Arrabbiati per le azioni dei riformatori che agivano per conto del re i rivoltosi chiesero la soppressione dei Trentanove articoli di religione, il fermo alla riscossione di tributi e della dissoluzione di gran parte dei conventi inglesi, una purga dagli eretici dal governo e il ripristino dello Statute of Uses. Alla rivolta si unì anche la piccola nobiltà locale e circa 40.000 persone si misero in marcia verso Lincoln arrivando ad occuparne la Cattedrale il 14 ottobre chiedendo la libertà, fra le altre cose, di continuare a professare la propria fede cattolica.
In realtà entro quella data la folla si era in parte smembrata perché Enrico, dopo aver minacciato un intervento, spedì davvero un contingente capitanato dal cognato Charles Brandon, I duca di Suffolk e due dei capi vennero presi e impiccati presso Tyburn e molti altri che si erano anche solo avvicinati al movimento subirono la stessa fine nei dodici giorni seguenti. La fallita rivolta del Lincolnshire aveva però scaldato gli animi e il più esteso Pellegrinaggio di Grazia era pronto a vedere la luce.

## Il Pellegrinaggio di Grazia
Il Pellegrinaggio esplose il 13 ottobre e le motivazioni che animarono i rivoltosi possono essere così riassunte:
- Tassazione elevata che aveva colpito tutti i ceti sociali nell'anno precedente
- Malcontento politico, molti inglesi del nord non avevano fatto gradito che Enrico avesse ripudiato Caterina d'Aragona e non avevano gradito che Anna Bolena l'avesse rimpiazzata come consorte e sovrana perché si vociferava che fosse protestante ed era considerata troppo europea. La sua successiva esecuzione nel giugno 1536 con accuse che erano suonate pretestuose non avevano fatto altro che indebolire la reputazione personale e politica di Enrico, anche il suo fidato consigliere Thomas Cromwell non era gradito dalla nobiltà locale per via dei suoi bassi natali.
- Malcontento religioso la chiesa locale era, per molta gente, il centro della vita stessa della comunità e molta gente comune era preoccupata che le proprie chiese venissero confiscate dalla corona e c'erano state diverse insinuazioni circa il fatto che il Battesimo sarebbe stato soggetto a tassazione. Per altro i recenti Trentanove Articoli e la nuova liturgia messa in piedi dal governo nel 1535 stavano riformando la dottrina religiosa e il nord del paese era molto conservatore.

A capo del Pellegrinaggio venne eletto Robert Aske un barrister londinese che risiedeva presso la Inn of court, la sua famiglia proveniva dal distretto del Richmondshire e nel 1536 occupò York con un contingente di quasi mille uomini. Fece in modo di far reinsediare i monaci e le suore nei loro conventi e scacciò gli uomini del re venuti per riformare ristabilendo presto l'osservanza della religione cattolica e il suo successo fu tale da indurre Thomas Howard, III duca di Norfolk e George Talbot, IV conte di Shrewsbury ad aprire dei negoziati con Aske, presso Doncaster egli si recò con una parte dei suoi uomini.
Enrico autorizzò Norfolk a promettere il perdono per i rivoltosi e di convocare a York il parlamento entro un anno ed una sospensione della soppressione delle abbazie fino alla riunione del parlamento. Credendo a queste promesse Robert ordinò la dispersione del Pellegrinaggio.

## I caduti
Nel febbraio 1537 nel Cumberland scoppiò la Rivolta di Bigod capeggiata da Sir Francis Bigod. Conseguenza fu l'arresto di Aske e di altri capi del Pellegrinaggio come Thomas Darcy, I barone Darcy, John Hussey, I barone Hussey, Robert Constable e lo stesso Bigod. Tutti furono processati per tradimento e giustiziati. Nel marzo 1537 Thomas Moigne, membro del parlamento per Lincoln venne arrestato e giustiziato, sia Darcy che Hussey vennero decapitati, mentre Constable e Bigod furono impiccati a Tyburn, mentre Aske venne esposto sulle mura di York come monito. I morti totali furono ovviamente molti di più, oltre ai lord e ai cavalieri furono messi a morte una mezza dozzina di abati, una quarantina di monaci e una quindicina di parroci perirono entro l'estate del 1537.

## Successi e fallimenti
Per quanto pagati a caro prezzo il Pellegrinaggio e le altre Rivolte ottennero comunque un qualche successo:
- La tassazione venne effettivamente bloccata per un periodo.
- Quattro dei sette sacramenti vennero ripristinati nel Bishop's Book del 1537.

Vi furono anche dei fallimenti:
- Non vi fu una riconciliazione con la Santa Sede eccetto che sotto il regno di Maria I d'Inghilterra.
- La dissoluzione dei monasteri continuò fino a compiersi del tutto nel 1540.
- Molte delle proprietà della chiesa vennero confiscate e spartite fra il re e i suoi sostenitori.
- Il cammino verso il Protestantesimo non si fermò eccetto che durante il regno di Maria.